# فريق عمل الرعاية الصحية للأمهات
فريق عمل الرعاية الصحية للأمهات (بالإنجليزية: Maternal Health Task Force)‏، تم إطلاقه عام 2008 بتمويل من مؤسسة بيل وميليندا غيتس،  فريق عمل الرعاية الصحية للأمهات، هو مشروع عالمي يركز على تحسين صحة الأم من خلال تحسين التنسيق، والاتصال، والتيسير بين منظمات صحة الأم القائمة مع آراء الخبراء في هذا المجال. كما يعمل الفريق كحافز لمعالجة واحدة من أكثر المناطق إهمالاً في مجال الصحة العالمية. وتتزايد معدلات المرض والوفيات بين الأمهات بشكل غير مقبول في جميع أنحاء الدول النامية، حيث تموت امرأة كل دقيقة بسبب مضاعفات ذات صلة بالحمل والولادة. ورغم أن معظم وفيات الأمهات يمكن الوقاية منها، لكن الخدمات الصحية السيئة والموارد المحدودة تحد من إمكانية انقاذ حياة المرأة وتقديم الرعاية الكاملة. وبالرغم من وجود التقدم الملحوظ إلا أن الجهود المبذولة في صحة الأم لا تزال مجُزأة، ولاتزال الإدارة السياسية غير قادرة علي التعامل بشكل فعال مع القضايا. واعترافاً بأن التقدم الحقيقي يتطلب تنسيقاً أفضل واهتمام عالمي متزايد، فإن فريق العمل لصحة المرأة يقوم بدمج شبكات صحة الأم الحالية مع جذب منظمات جديدة للعمل علي التسهيل والتنسيق العالمي لبرامج صحة الأم. وهنا لا تقوم فرقة العمل بتكرار أو استبدال المشروعات القائمة، بل تلعب دوراً مكملاً من خلال الدعوة إلى أصحاب الشأن وخلق الاعدادات المتكاملة في الحوار، وبناء التوافق ونشر المعلومات.
توفر فرقة العمل منتدى خاص لصحة الأمهات، مع خبراء هذا المجال وتتضمن صحة حديثي الولادة والأطفال، والصحة الإنجابية، وحقوق الإنسان، وضعف المناعة/الإيدز لابتكار حلول لتقليل معدلات مرض ووفاة الأمهات وكنعصر أساسي تلعب الدول النامية الشريكة في هذه المبادرة دور مركزي في وضع جدول الأعمال، ويعمل الشركاء الرئيسين مع فرقة العمل بشكل مترابط من أجل صحة الأم والرضيع والطفل وغيرهم. ويشارك فريق العمل لصحة الأمهات المنظمات، والأفراد، والشركاء الآخرون الذين يعملون على المستويين العالمي والمحلي. كما يتواصل الفريق مع المنظمات والأفراد في المجالات المختلفة مثل تنظيم الأسرة، والصحة الإنجابية، وضعف المناعة، ومرض الإيدز، وصحة حديثي الولادة والأطفال، والتعليم، وحقوق الانسان، وغيرها من أجل المساهمة في تعليمهم، والتعلم من خبراتهم.
ويقوم فريق العمل بتنظيم مجموعة من الأنشطة المحددة كأولويات في مجال صحة الأم، وتشجيع التعاون فيما بين عناصره الأساسية، وتحفيز العمل حول ثلاث مجالات وهي :- آدلة، وبرامج، وسياسة.